# Vorkapić
Vorkapić je naselje u Republici Hrvatskoj, u sastavu Općine Topusko, Sisačko-moslavačka županija. 

## Stanovništvo
Prema popisu stanovništva iz 2001. godine, naselje je imalo 35 stanovnika te 23 obiteljskih kućanstava.
| broj stanovnika | 558   | 608   | 613   | 740   | 819   | 773   | 776   | 878   | 642   | 669   | 564   | 424   | 275   | 207   | 35    | 26    | 10    |
|                 | 1857. | 1869. | 1880. | 1890. | 1900. | 1910. | 1921. | 1931. | 1948. | 1953. | 1961. | 1971. | 1981. | 1991. | 2001. | 2011. | 2021. |

## Poznate osobe
- Siniša Bogdanović, učitelj povijesti i zemljopisa u kadetskoj školi u Zagrebu, suradnik Vuka Karadžića